# Lepidonotopodium riftense
Lepidonotopodium riftense är en ringmaskart som beskrevs av Pettibone 1984. Lepidonotopodium riftense ingår i släktet Lepidonotopodium och familjen Polynoidae. Inga underarter finns listade i Catalogue of Life.